# María Fernanda Bertero
María Fernanda Martínez Bertero (Quillota, Valparaíso, 30 de agosto de 2002) es una actriz de televisión chilena.

## Vida personal
Nacida en la comuna chilena de Quillota el 30 de agosto de 2002, asistió al Instituto Rafael Ariztía de dicha ciudad.
Entre 2017 y 2018, mantuvo una relación sentimental con un compañero de escuela, Matías Suzarte; y, desde 2019, se encuentra emparejada con Nicolás Escobillana, preparador físico.

## Carrera
Debutó en televisión en 2014, mediante un casting, Valió la pena donde interpretó a la pequeña protagonista de la historia, Ema Valenzuela, una joven que llega a la casa de la mejor amiga de su madre después de su fallecimiento.
En 2017, regresó con la telenovela chileno-colombiana de Televisión Nacional de Chile (TVN), La colombiana; interpretó a Sofía Watson, la hija mayor del primer matrimonio del protagonista, Pedro, interpretado por Felipe Braun; un huraño vendedor en el santiaguino Barrio Yungay.
Luego de esa actuación, continuó en televisión de la mano de Mega en la telenovela Si yo fuera rico, donde interpretó a Matilde Varela, una joven de diecisiete años que, a pesar de enfrentar la muerte de sus padres y de su problemática relación con su madrastra, se gana un premio de lotería, pero que debe recurrir a un mayor de edad para cobrar el dinero. Además, allí  compartió roles con Gonzalo Valenzuela, María Gracia Omegna, Jorge Zabaleta, Mariana Loyola, Simón Pesutic, Daniel Muñoz y Solange Lackington, entre muchos otros. 
Desde 2019 hasta comienzos de 2021, participó como parte soporte del elenco del programa de humor nocturno de este mismo canal, Morandé con compañía, sobre todo, en el sketch «Paola y Miguelito» dando vida a Camila Garrido, una compañera de colegio de Miguelito Rojas, interpretado por Hans "Miguelito" Malpartida; un aturdido y travieso niño con quién se enamora y que vivirá momentos bastante graciosos. 
Además, aparte de la actuación, debutó como presentadora de televisión y es por ello, que condujo el programa juvenil KACHIPOON! del canal Zona Latina, también participó como presentadora del webshow del reality show musical ¿Quién es la máscara?: Chile, junto con el influencer Diego Jerez; el webshow se llama Fuera máscara.

## Filmografía

### Cine
| Películas | Películas      | Películas  | Películas |
| Año       | Película       | Rol        |           |
| --------- | -------------- | ---------- | --------- |
| 2018      | American Huaso | María Niña |           |

### Televisión

#### Telenovelas
| Teleseries | Teleseries       | Teleseries     | Teleseries | Teleseries   |
| Año        | Teleseries       | Rol            | Canal      | Notas        |
| ---------- | ---------------- | -------------- | ---------- | ------------ |
| 2014-2015  | Valió la pena    | Ema Valenzuela | Canal 13   | Protagonista |
| 2017       | La colombiana    | Sofía Watson   | TVN        | Secundario   |
| 2018       | Si yo fuera rico | Matilde Varela | Mega       | Principal    |

#### Series y unitarios
| Series y unitarios | Series y unitarios   | Series y unitarios | Series y unitarios | Series y unitarios |
| Año                | Series               | Rol                | Canal              | Notas              |
| ------------------ | -------------------- | ------------------ | ------------------ | ------------------ |
| 2019-2021          | Morandé con compañía | Camila Garrido     | Mega               | Ocasional          |

### Videos musicales
| Año  | Título                 | Artista               |
| ---- | ---------------------- | --------------------- |
| 2022 | «Caminemos de la mano» | Pailita, Young Cister |